# Подврх (Севниця)
Подврх (словен. Podvrh) — поселення в общині Севниця, Споднєпосавський регіон, Словенія. Висота над рівнем моря: 372,9 м.